# Galbella holzschuhi
Galbella holzschuhi es una especie de escarabajo del género Galbella, familia Buprestidae. Fue descrita científicamente por Volkovitsh en 2008.